# Ammoniumperrenaat
Ammoniumperrenaat (NH4ReO4) is het ammoniumzout van perreniumzuur en is de meest voorkomende vorm waarin het metaal renium wordt verhandeld. Het komt voor als een wit kristallijn poeder, dat oplosbaar is in water.
Het renium kan worden afgezonderd door reductie met waterstofgas:
{\displaystyle {\ce {2NH4ReO4 + 7H2 -> 2Re + 8H2O + 2NH3}}}

## Synthese
Ammoniumperrenaat kan bereid worden door metallisch renium op te lossen in een ammoniakale oplossing van waterstofperoxide.

## Kristalstructuur

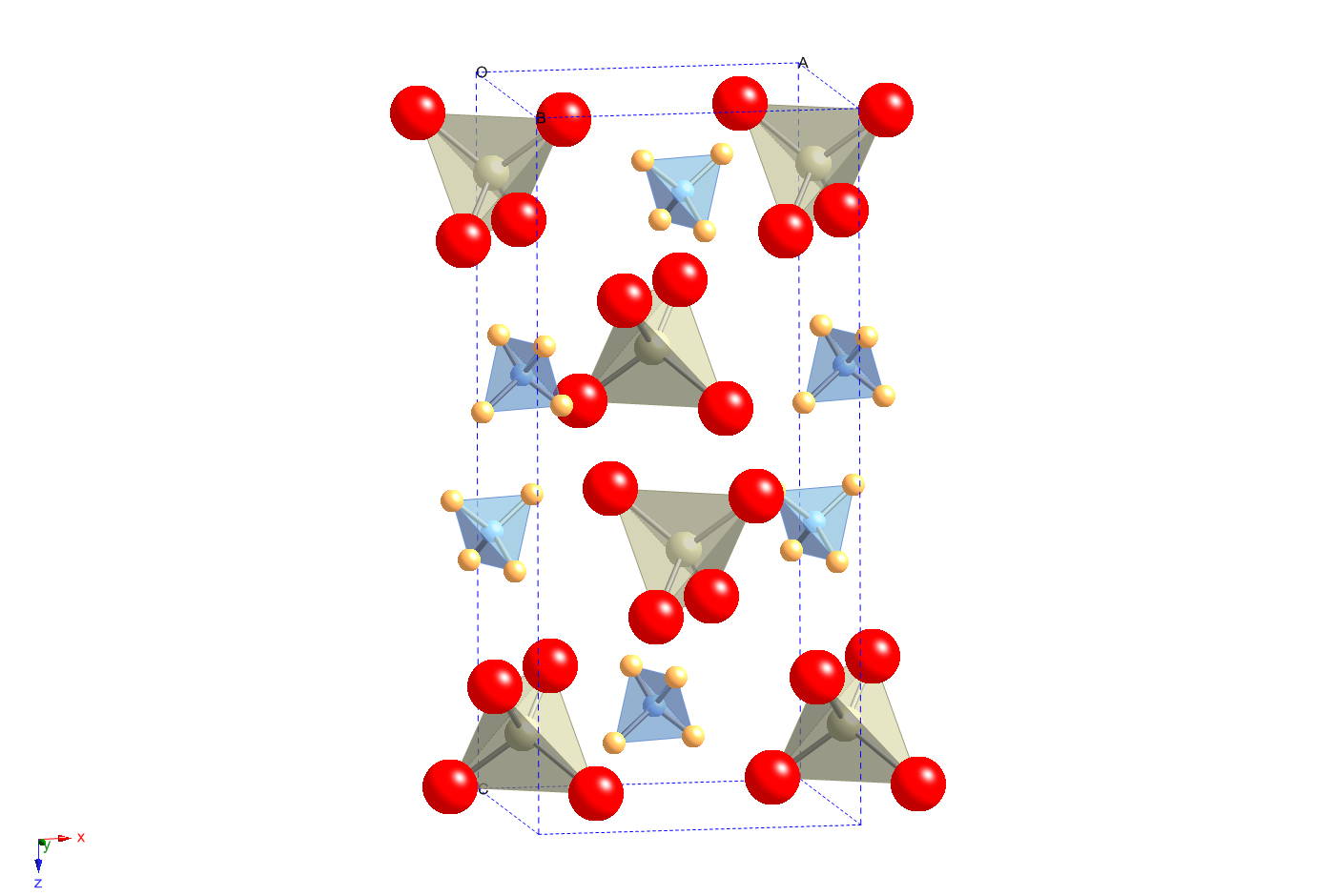
De kristalstructuur van ammoniumperrenaat met daarin de ammoniumionen (blauw) en ReO_{4} (grijze) tetrahedra met zuurstof (rood) op de hoeken.